# Maddison Project
O Projeto Maddison, também conhecido como Projeto Maddison de Estatísticas Históricas, é um projeto para reunir estatísticas econômicas históricas, como PIB, PIB per capita e produtividade do trabalho.
Foi lançado em março de 2010 para dar continuidade ao trabalho do falecido historiador econômico Angus Maddison. O projeto está sob o Centro de Crescimento e Desenvolvimento da Universidade de Groningen, que também hospeda o Penn World Table, outro projeto de estatísticas econômicas.

## Recepção
O economista de desenvolvimento Branko Milanović (escrevendo para o Banco Mundial),, o economista de desenvolvimento Morten Jerven, e o bilionário filantropo Bill Gates identificaram o Projeto Maddison, o Penn World Tables e o Banco Mundial / FMI dados (os Indicadores de Desenvolvimento Mundial), como as três principais fontes de estatísticas econômicas mundiais, como dados do PIB, com o foco do Projeto Maddison em dados históricos. O economista Paul Krugman sugeriu o Projeto Maddison como uma fonte de dados para dívida histórica, crescimento e produção de mão de obra e dados de produtividade.
Our World In Data, um sítio com discussões baseadas em dados de uma série de tópicos relacionados ao desenvolvimento econômico e humano de longo prazo, usa o Projeto Maddison como uma de suas fontes de dados.